# Briona
Briona is een gemeente in de Italiaanse provincie Novara (regio Piëmont) en telt 1196 inwoners (31-12-2004). De oppervlakte bedraagt 24,7 km², de bevolkingsdichtheid is 48 inwoners per km².
De volgende frazioni maken deel uit van de gemeente: San Bernardino, Proh.

## Demografie
Briona telt ongeveer 513 huishoudens. Het aantal inwoners steeg in de periode 1991-2001 met 1,4% volgens cijfers uit de tienjaarlijkse volkstellingen van ISTAT.
| Jaar | Inwoneraantal |
| ---- | ------------- |
| 1991 | 1117          |
| 2001 | 1133          |

## Geografie
De gemeente ligt op ongeveer 205 m boven zeeniveau.
Briona grenst aan de volgende gemeenten: Barengo, Caltignaga, Carpignano Sesia, Casaleggio Novara, Castellazzo Novarese, Fara Novarese, Momo, San Pietro Mosezzo, Sillavengo.